# Centre scout international de Kandersteg

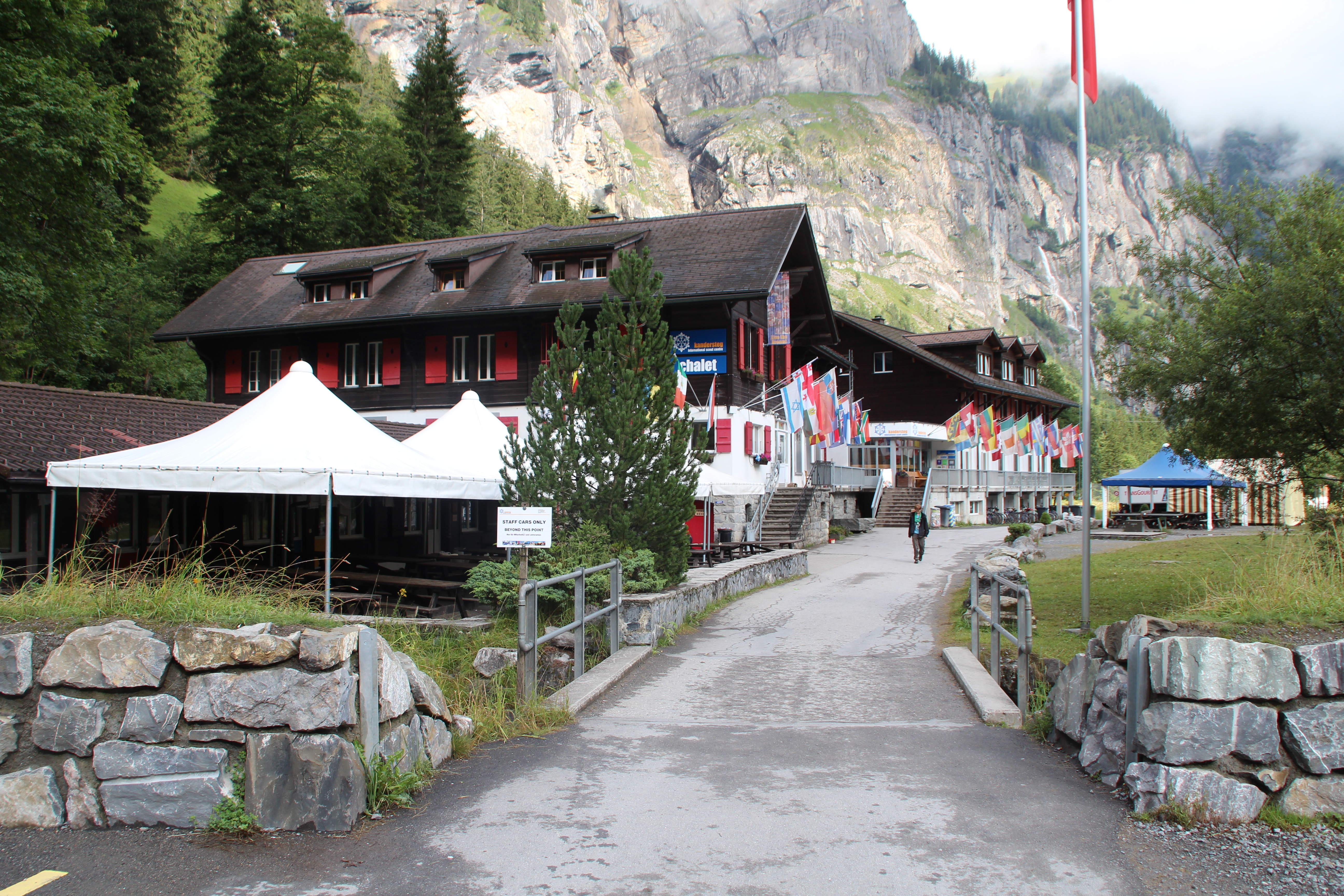
Centre scout international de Kandersteg

Le centre scout international de Kandersteg est un centre international scout à Kandersteg, en Suisse, et est le seul centre mondial de l'Organisation mondiale du mouvement scout (OMMS). 
Le centre, qui s'étend sur 17 hectares, est ouvert tout au long de l'année aussi bien aux scouts qu'aux personnes ne faisant pas partie du mouvement. Il accueille chaque année plus de dix mille jeunes de plus de quarante pays différents, assurant ainsi une atmosphère internationale unique.

## Historique

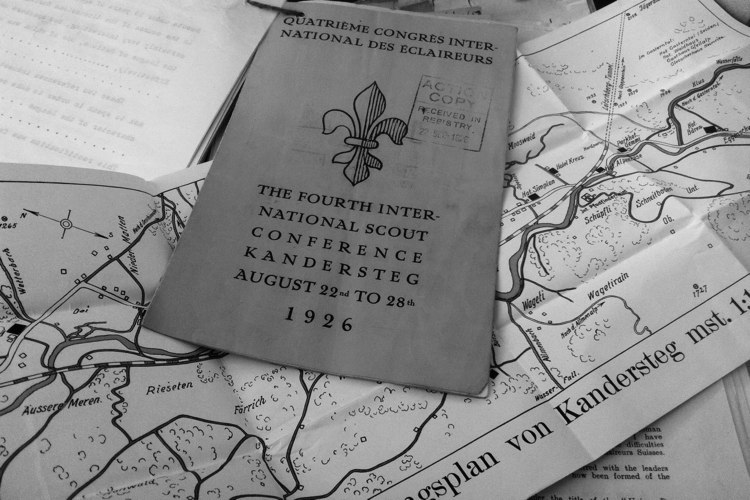
Plan de Kandersteg fourni aux participants du 4e Congrès international des éclaireurs, en 1926

Le scoutisme est fondé en 1907 par Lord Robert Baden-Powell et se développe très vite durant les quinze premières années. Rapidement, on voit se fonder de nouveaux groupes scouts dans différents pays dans le monde entier.
Lors du premier jamboree à Londres en 1920, Robert Baden-Powell constate le succès du mouvement qu'il avait créé. Il ressent l'atmosphère et l'impact qui ressort de cette réunion de jeunes gens, et veut que chaque scout puisse ressentir la même chose, où qu'il se trouve sur la planète. C'est ainsi que naît l'idée d'un lieu de rencontre international permanent où les scouts du monde entier pourraient venir et partager leurs expériences.
En 1921, Walter von Bonstetten, chef scout suisse de l'époque, alors en vacances à Kandersteg, découvre un vieux chalet vide construit en 1908 afin de loger les artisans qui travaillaient sur le chantier de ce qui allait devenir le tunnel du Lötschberg. Une fois le tunnel terminé, le chalet avait été délaissé par la compagnie ferroviaire. 
Von Bonstetten sent que ce chalet pourrait devenir le lieu auquel Baden-Powell rêvait depuis tant d'années. Il s'empresse donc de lui écrire afin de lui faire connaître sa découverte. Une réponse positive s'ensuit, et l'Association Scouts International Home est fondée en février 1923. Celle-ci achète le chalet et le terrain alentour le 12 avril 1923 pour un montant de 15 100 francs suisses.

### Temps forts
- 1923 - Fondation du centre.
- 1927 - La première chambre est créée, la "Dutch Room" (chambre néerlandaise).
- 1929 - La plus grande partie du terrain qui servira de terrain de camp est achetée.
- 1930 - Visite de Baden-Powell qui s'assure ainsi de l'avancée du projet.
- 1931 - Le 1er World Scout Moot rassemble 2500 routiers à Kandersteg.
- Pendant la Seconde Guerre mondiale, le centre accueille des soldats français.
- 1949 - Mort de Walter von Bonstetten.
- 1953 - Le 5e World Scout Moot rassemble plus de 5 000 routiers à Kandersteg.
- Durant les années 1950, la propriété s'agrandit, notamment grâce à l'achat des terrains et forêts longeant la rivière Kander. Le centre est désormais également ouvert durant l'hiver.
- 1973 - Kurt Metz devient le premier directeur du centre travaillant à plein temps, grâce à l'appui généreux de Kenneth Macintosh.
- 1977 - Le centre est renommé en Kandersteg International Scout Centre (KISC).
- 1979 - Le centre accueille le Camp Kristall. Il s'agit d'un des camps remplaçant le jamboree annulé.
- Durant les années 1980, de nouveaux lieux de camp sont créés, de même que différentes installations sanitaires, ce qui fait traverser au centre une période financière difficile.
- 1992 - Le 9e World Scout Moot rassemble près de 2 000 scouts d'une cinquantaine de pays. Peu après, Aidan Jones est élu directeur du centre.
- 1994 - La Fondation Internationale du Centre Scout de Kandersteg est fondée.
- 1995 - Le projet d'extension du centre est lancé.
- 1996 - Le chantier d'extension du chalet débute le 1er juin. Plus tard dans l'année, John Moffat devient Directeur de Camp.
- 1997 - Lancement du site internet le 12 février.
- 1998 - Le centre célèbre son 75e anniversaire par une série d'événements répartis sur l'année.
- 2001 - Le site internet fait peau neuve le 27 avril.
- 2002 - Miriam Hertzberg est élue directrice. En décembre, le sol du dernier étage du centre est posé, mettant ainsi fin au chantier d'extension du centre.
- 2005 - Début des travaux de rénovation des toilettes. Mark Knippenberg est élu directeur.
- 2007 - Célébration du centenaire du scoutisme et Kanderjam

## Localisation
Le petit village suisse de Kandersteg est situé à 1 200 mètres au-dessus du niveau de la mer, à 65 km au sud de la ville de Berne. Il constitue un point de départ pour explorer les Alpes.
On peut y arriver par la route ou les rails, Kandersteg formant un nœud ferroviaire où passe la ligne reliant Benelux, Scandinavie et Allemagne à l'Italie. Durant la haute saison, un réseau de bus fait régulièrement la navette entre la gare et le centre scout international de Kandersteg.
Le centre se situe à l'extrémité sud du village.

## Équipements

### Chalet
La partie centrale du centre est le chalet qui consiste en deux parties, l'ancienne et la nouvelle. C'est dans ce bâtiment qu'ont lieu les réceptions et les séances, et c'est également là que se trouve la majorité de l'équipement nécessaire aux hôtes.
L'extension de 1996 a grandement facilité la vie dans le chalet, notamment grâce à un chauffage central, un équipement sanitaire moderne avec apport d'eau chaude constant, un magasin de souvenir, des salles de réunion, un service postal, des téléphones, un café, un buanderie, une chambre de premiers soins et une connexion internet. Le chalet met également à disposition des cuisines  équipées à l'électricité.
Le chalet est ouvert tout au long de l'année et fonctionne selon des principes semblables aux auberges de jeunesse, mettant une priorité à la vie communautaire et la vie en petits groupes, chaque groupe veillant au bon fonctionnement et à la propreté du chalet. Ce dernier est décoré par des foulards et des plaques que les hôtes ont offerts, ainsi que par des photos, posters et badges qui, ensemble, représentent cette grande famille qu'est le scoutisme.
L'ancien chalet permet d'accueillir 172 personnes dans 23 chambres, chaque chambre ayant de 2 à 22 lits. La plupart des chambres a une table et des chaises, ce qui offre un espace convivial. Les chambres sont nommées d'après les organisations scoutes nationales ou les régions scoutes qui ont permis, grâce à leur générosité, la rénovation et la décoration des chambres.
Le nouveau chalet permet de loger le personnel du centre et met à disposition des salles de réunion ainsi que neuf chambres à trois lits en dehors de la saison d'été.

### Terrain
Le terrain peut accueillir jusqu'à 1 400 personnes sur plus de soixante sites différents. Durant l'été, 750 personnes en moyenne séjournent à un temps donné sur le terrain du centre. Chaque groupe est assez près mais en même temps assez loin des autres groupes pour assurer intimité et atmosphère internationale.
Tous les sites ont de l'eau courante à proximité et l'on trouve facilement toilettes et douches avec de l'eau chaude. Chaque groupe s'engage à maintenir les équipements propres et utilisables durant leur séjour. Un magasin d'alimentation est ouvert durant l'été sur le site, et la réception est ouverte quasiment tout le temps.
Le terrain était à l'origine des terres abandonnées à la suite de la construction du tunnel, ce qui rend certains sites de camp très rocheux. D'autres sites sont proches de la ligne ferroviaire, et doivent parfois subir le bruit du passage des trains.

### Tour
La tour était à la base la station d'énergie lors de la construction de la voie ferrée. Elle est maintenant divisée en deux, la tour elle-même et la Lötschberghaus, un bâtiment avec des dortoirs.
La tour permet donc de loger 57 personnes supplémentaires, réparties dans quatre chambres de douze lits dans la Lötschberghaus et une chambre récemment rénovée de neuf lits dans la tour proprement dite. L'équipement inclut des toilettes ainsi que des douches pour hommes et femmes, une cuisine complètement équipée et une grande salle à manger avec balcon et cheminée.

## Activités
Le centre propose un programme d'activités basé sur les trois thèmes suivants : amitié internationale, aventure alpine et environnement. Le programme vise à aider, développer et amuser les participants.

### Été
En prenant pour base les trois thèmes principaux, le centre organise en été un camp d'une semaine qui inclut feu de camp, pionnerisme, grillade, ainsi qu'une offre étendue d'activités quotidiennes telles qu'escalade, VTT, parachute, rafting et excursions dans différentes parties de la Suisse.

### Hiver
En hiver, le programme propose un large éventail d'activités alpines dans la neige, telles que luge, ski, et snowboard. D'autres activités figurent également au programme, dans ou autour du village, comme le curling, le patinage et la spéléologie.

## Personnel

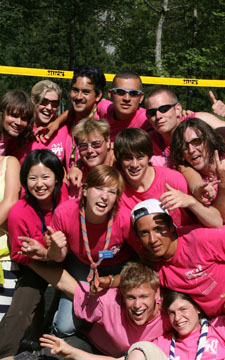
Les membres du personnel du centre Kandersteg

Un directeur à temps plein, assisté par une équipe internationale de volontaires restant là de trois mois à plusieurs années, est responsable du centre à travers l'année. Le nombre de volontaires engagés varie au cours de l'année.
Les membres du personnel sont surnommés les pinkies (les roses fluo), à cause des t-shirt et des pulls roses qu'ils portent. Ils ont également un foulard autour du cou, afin de montrer leur appartenance à la grande famille scoute.
Seules trois conditions sont nécessaires pour faire partie du personnel :
1. être âgé de plus de 18 ans le premier jour de travail ;
2. être capable de communiquer en anglais ;
3. être membre de l'Organisation mondiale du mouvement scout ou de l'Association mondiale des Guides et Éclaireuses